# Мајкл Еџсон
Мајкл Еџсон (енгл. Michael Edgson; рођен 6. маја 1969) је канадски пензионисани параолимпијски пливач. Он је међу најуспешнијим параолимпијцима свих времена са 17 златних медаља. He attended three Games between 1984 and 1992, winning medals in all but one of the events in which he competed individually. Учествовао је на три игре између 1984. и 1992. године, освајајући медаље у свим дисциплинама осим у једној на којима се такмичио појединачно. Као слабовиди спортиста Еџсон се такмичио у Б3 класификацији.

## Рани живот
Рођен у Северном Ванкуверу 6. маја 1969, Еџсон се као млад преселио у Нанајмо. Играо је хокеј на леду, фудбал и тренирао гимнастику, али је открио да његово оштећење вида није негативно утицало на њега у пливању као што би могло у другим спортовима и почео је да се такмичи у пливању са једанаест година.

## Пливање
Од 14 година се такмичио на међународном такмичењу у дисциплинама за инвалиде у пливању.
Еџсон је поставио девет светских рекорда током каријере која је трајала дванаест година. Са 18 параолимпијских златних медаља Еџсон је један од најуспешнијих канадских спортиста свих времена.  Он је троструки добитник награде за спортисту године са инвалидитетом БЦ и уврштен је у Кућу славних Терија Фокса 2006. Године 2009. Еџсон је постао први параолимпијац коме је додељено место у Swimming Canada's Circle of Excellence. Године 2013. примљен је у Кућу славних спортова Велике Викторије , а 2015. је одликован Орденом спорта, чиме је уврштен у канадску спортску кућу славних.
На Летњим параолимпијским играма 1984. на Лонг Ајленду Еџсон је освојио пет медаља (четири златне и једну сребрну) и поставио четири нова рекорда. Његов најуспешнији успех догодио се четири године касније у Гетеборгу када је освојио девет такмичења. Изабран је да носи канадску заставу на завршној церемонији.  Еџсон је освојио још четири златне медаље и сребро 1992. у Барселони.
Након повлачења са међународног такмичења Еџсон је постао финансијски директор Канадског параолимпијског комитета.